# Gabriel Prunelle
Clément François Victor Gabriel Prunelle est un médecin et homme politique français, né le 22 juin 1777 à La Tour-du-Pin, mort à Vichy le 20 août 1853.

## Biographie

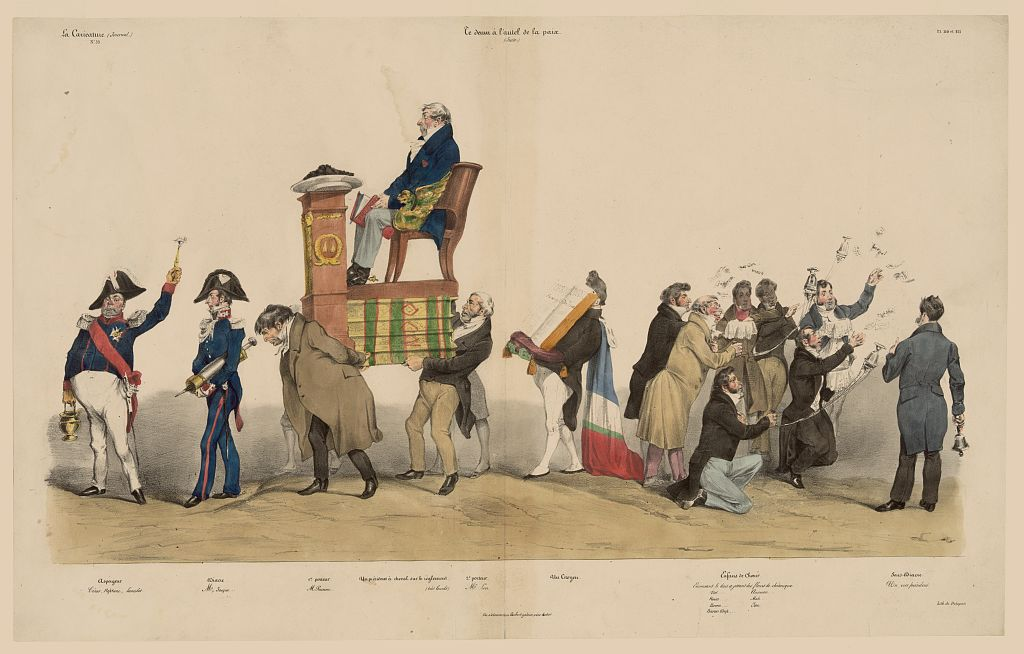
« Te deum à l'autel de la paix »
Dessin de Grandville paru dans La Caricature en novembre 1831.
De gauche à droite : L'aspergeur, le général Georges Mouton ; le diacre, le général Jean-François Jacqueminot ; un président à cheval sur le règlement, Amédée Girod de l'Ain ; 1er porteur, Clément-François-Victor-Gabriel Prunelle ; 2e porteur, Benjamin-François Levrault ; un citoyen, le roi Louis-Philippe Ier, le visage caché par un livre ; les enfants de chœur, Jean Vatout, Auguste Hilarion de Kératry, Alphonse-Marie-Marcellin-Thomas Bérenger, Antoine Gabriel Jars, Alphonse Jacques Mahul, Auguste Victor Hippolyte Ganneron ; le sous-diacre.

Victor Gabriel Prunelle est né à La Tour-du-Pin (Isère), le 22 juin 1777 ; il a pour père Joseph François Victor Prunelle, lui-même docteur en médecine de Montpellier (thèse le 20 juin 1765), et pour mère Marie Julie Amat du Villard. Il fit ses études aux facultés de médecine de Montpellier et de Paris, il en sortit médecin en 1798. En 1799, le Directoire lui demanda de rejoindre Napoléon Bonaparte en Égypte, où la peste ravageait l'armée. Mais il fut arrêté par les Anglais à Malte. Il s’enfuit, parcourut l'Espagne et rentra à Paris. Il effectua une carrière militaire sous Napoléon Ier. 
Rentré dans la capitale, il collabora aux Annales de Millin, à la Décade philosophique, dans laquelle il s'attacha à vulgariser les doctrines de Kant, de Fichte et de Schelling. Il fut nommé, en 1803, bibliothécaire de l'école de médecine de Montpellier, et obtint en 1807 la chaire de médecine légale de cette même Faculté. Mandaté par Jean-Antoine Chaptal sous le Consulat, il forme, pour l’essentiel à partir des confiscations révolutionnaires, un fonds encyclopédique d'une richesse et d'une cohérence admirables pour l'école de médecine de Montpellier : 900 volumes de manuscrits, dont 650 médiévaux (59 de la période carolingienne) et plus de cent mille volumes imprimés avant le XIXe siècle - dont 300 incunables.
Il professa ensuite à la Faculté de médecine de Paris.
Ses idées philosophiques et politiques jugées trop libérales le firent destituer en 1815 de ses fonctions de bibliothécaire, et en 1819, pour ces mêmes raisons, il fut révoqué comme professeur. Il alla alors s'établir à Lyon où ses talents et sa réputation lui firent gagner une riche clientèle. Lors de la révolution de 1830, il devint maire de Lyon et c'est sous son mandat qu'eut lieu la révolte des Canuts. Les électeurs de La Tour-du-Pin l'envoyèrent siéger à la Chambre des députés. Il parut oublier alors les idées libérales qu'il avait professées jusque-là, pour manifester un dévouement sans bornes à la monarchie de Juillet. Il se prononça pour l'hérédité de la pairie et vota à peu près continuellement avec le ministère.
En 1825, il est élu membre titulaire de la classe des Sciences à l'académie des Sciences, Belles-Lettres et Arts de Lyon.
Non réélu à la députation en 1839, il se retira de la vie politique et alla remplir à Vichy les fonctions d'inspecteur des eaux minérales. Il devint maire de cette ville en 1848. Bien qu'il eût gagné beaucoup d'argent dans la pratique de son métier de médecin, il laissa, à sa mort en 1853, plus de 200 000 francs de dettes.

## Mandats politiques
- Député de l'Isère du 21 octobre 1830 au 21 février 1839.
- Député de La Tour-du-Pin.
- Nommé maire de Lyon du 21 octobre 1830 au 8 mai 1835.
- Maire de Vichy élu du 16 août 1848 au 21 juillet 1852 puis nommé jusqu'au 20 août 1853 (décès en fonction)